# درت فم
درت فم (به انگلیسی: Dirt Femme) پنجمین آلبوم استودیویی از خواننده-ترانه‌پرداز سوئدی تو لو می‌باشد که در ۱۴ اکتبر سال ۲۰۲۲ از سوی ناشر خود لو که پریتی سوئد رکوردز (تحت نام ام‌تئوری) نام دارد، منتشر گردید.